# Martin Wirsing
Martin Wirsing (* 25. Dezember 1964 in Frankfurt am Main) ist ein deutscher Reporter, Moderator und Senderedakteur.
Nach Abitur und Wehrdienst bei der Bundeswehr besuchte Wirsing eine private Schauspielschule. Später folgte eine Banklehre und das Diplom im Fach Volkswirtschaftslehre. Im Jahr 1992 gewann er bei RTL Plus die Castingshow Showmaster. Seit 1998 arbeitet Wirsing beim hr. Seit 2003 ist er für die Hessenschau tätig, als deren Nachrichtensprecher er bekannt wurde und für die er außerdem als Moderator, Reporter und Senderedakteur fungiert.